# The Professor (film fra 1919)
The Professor er en amerikansk stumfilm fra 1919 instrueret af Charlie Chaplin.

## Medvirkende
- Charlie Chaplin som Professor Bosco
- Albert Austin
- Henry Bergman
- Loyal Underwood
- Tom Wilson